# Holmegaard
Holmegaard is een voormalige gemeente in Denemarken. De oppervlakte bedroeg 66,1 km². De gemeente telde 7442 inwoners waarvan 3750 mannen en 3692 vrouwen (cijfers 2005). Holmegaard telde in juni 2005 175 werklozen. Er waren 2778 auto's geregistreerd in 2004.
Na de herindeling van 2007 werden de gemeentes Fuglebjerg, Fladså, Holmegaard en Suså bij Næstved gevoegd.